# Le Livre des êtres imaginaires
Le Livre des êtres imaginaires est un ouvrage de Jorge Luis Borges traduit de l'édition originale de 1957 parue en langue espagnole en Argentine, sous le titre de Manual de zoología fantástica, réédité en 1967 et 1969 sous le titre de El libro de los seres imaginarios. Le livre a aussi été publié en traduction française sous le titre Manuel de zoologie fantastique. 
L'édition française contient les descriptions d'environ 120 créatures légendaires issues des mythologies, du folklore et de la littérature. 

## Créatures mentionnées
- Á Bao A Qou, qui vivrait sous l'escalier de la Tour de la Victoire de Chitor (Rajasthan).
- Abtu (en) et Anet, deux poissons issus des légendes égyptiennes.
- Acheron - Un géant plus grand qu'une montagne
- Alicanto - Oiseau de la mythologie chilienne
- L'Amphisbène, serpent à deux têtes.
- Les Anges de Swedenborg.
- Animaux des miroirs
- Un animal imaginé par Kafka
- La bête chantante imaginée par C. S. Lewis (dans Perelandra)
- Un  animal imaginé par Edgar Allan Poe (dans Les Aventures d'Arthur Gordon Pym)
- Animaux sphériques - À l'époque où certains croyaient que les planètes étaient des êtres vivants.
- Antilope à six jambes - Selon la mythologie sibérienne
- Baudet à trois jambes - Vivrait au milieu des océans et aurait trois jambes, six yeux, neuf bouches et une corne d'or.
- Le chien mange-hache (en)
- Bahamut
- Baldanders
- Banshee
- Barometz, l'agneau végétal de Tartarie
- Basilic
- Béhémoth
- Brownie
- Buraq
- Calchona
- Escarboucle (es)
- Catoblepas
- Cerf céleste
- Centaure
- Cerbère
- Chat du Cheshire
- Cheval aquatique
- Cheval céleste
- Chimère - Bête à trois têtes
- Coq céleste
- Dragon oriental
- Renard oriental
- Fenghuang - Symbole de l'amour éternel
- Chonchon (es)
- Ch'ou-T'i
- Cronos ou Hercule - Créature draconique
- Les Cyclopes ou Monocles
- Crapaud
- Denizens ou Ch'uan-T'ou
- l'insecte imaginé par C. S. Lewis
- Crocotta et Leucrocotta
- Démons du Judaïsme
- Le Dévoreur d'ombres
- Les Djinns
- Le Double - ou Doppelgänger
- Dragon occidental
- Éléphant qui prédit la naissance de Bouddha (en)
- Éloï (en) et Morlocks (en)
- Elfe
- Les Êtres thermiques
- Fées
- Fastitocalon - Énorme baleine
- Garouda
- Gillygaloo (en) - Un oiseau qui pond des œufs carrés que les bûcherons utilisent comme dés.
- Goofang - Un poisson
- Oiseau Goofus
- Gnomes
- Golem
- griffon
- Haniel, Kafziel, Azrael et Aniel
- Haokah - Dieu du tonnerre
- Harpie
- Hidebehind
- Hippogriffe - Issu du Roland furieux
- Hochigan-
- Hsiao - Hibou à tête humaine
- Hsing-T'ien
- Hua-Fish
- Huallepen
- Hui - Animal amphibien ressemblant à un mouton
- Humbaba- Géant assyrien
- Hommes de l'océan - Sorte de sirènes des légendes chinoises qui causent les tempêtes
- L'Hydre de Lerne
- Ichthyocentaure
- Kami
- Les Chats de Kilkenny (en)
- Kraken
- Kujata - Taureau géant
- Tsadikim Nistarim
- Les Lamies - Moitié femme et moitié serpent
- Les Lamed Wufniks
- Lémures - Âmes démoniaques créées par Romulus.
- Leveler - Censés vivre sur la planète Neptune.
- Leviathan
- Licorne
- Le Lièvre Lunaire - Selon les légendes japonaises et chinoises, la lune est habitée par un lièvre.
- Lilith - La femme créée avant Ève.
- Mandragore
- Manticore
- Mermecolion - Un hybride fourmi-lion
- Minotaure
- La Mère des tortues - Une tortue géante faite d'eau et de feu sur la carapace de laquelle est écrite la « Règle universelle », une traîtresse divine.
- Monstre à cent têtes
- Nāga - Moitié humain et moitié serpent
- Le Nisnas
- Les Nornes
- Les nymphes
- Odradek (es), d'après la nouvelle Le Souci du père de famille de Franz Kafka
- L'Oiseau qui fait venir la pluie
- L'oiseau Phénix
- L'Oiseau Rokh
- Ouroboros
- La Panthère
- Le Pélican
- Péritio ou Péryton
- Ping Feng - Un cochon noir avec deux têtes
- Pinnacle Grouse - Créature avec une aile qui vole autour des montagnes
- Les Pygmées - Les nains mentionnés par Pline l'Ancien et Aristote.
- Queer Arm People
- Rémora
- Roperite
- Salamandre
- Satyre
- Scylla
- Serpent musical - Serpent à quatre ailes qui produit des sons.
- Simurgh
- Sirène
- Sphinx
- Squonk
- Démon de Swedenborg
- Sylphes
- Talos
- T'ao t'ieh- Chien avec une tête monstrueuse attachée à deux corps
- Teakettler
- Ti-chiang - Oiseau à six pieds et quatre ailes
- Tigres d'Annam
- Troll - À l'arrivée du christianisme en Scandinavie, les trolls passèrent du statut de géants à celui de petites créatures stupides.
- La truie avec des chaînes.
- Deux créatures mentionnées par Étienne Bonnot de Condillac
- Licorne chinoise
- Upland Trout - Poisson volant qui vit dans les arbres et craint l'eau
- Valkyrie
- La Velue de la Ferté-Bernard ou Peluda
- Yamata no Orochi
- Youwarkee - Mi-oiseau mi-femme dans le roman Les Hommes volants ou les Aventures de Pierre Wilkins de Robert Paltock.
- Zaratan

## Inspirations
- Cet ouvrage a notamment inspiré une partie du bestiaire de Donjons et Dragons, avec des créatures comme le Péryton que Jorge Luis Borges est le premier à avoir mentionné.